# Johann Valentin Görner
Johann Valentin Görner (ur. 27 lutego 1702 w Penig, zm. pod koniec lipca 1762 w Hamburgu) – niemiecki kompozytor.

## Życiorys
Brat Johanna Gottlieba Görnera. Początkowo kształcił się w Dreźnie, następnie w 1722 roku wstąpił na uniwersytet w Lipsku. Początkowo działał na różnych dworach niemieckich, ostatecznie około 1729 roku osiadł w Hamburgu. Od 1756 roku pełnił funkcję dyrektora muzycznego katedry hamburskiej.
Skomponował zbiór pieśni do tekstów Friedricha von Hagedorna Sammlung neuer Oden und Lieder (3 tomy, wyd. Hamburg 1742, 1744, 1752), Passacaille i Trouble-Fête na klawesyn, serenadę Das Vergnügen na głosy solowe, chór i orkiestrę. Jego twórczość uważana jest za prekursorską dla niemieckiej pieśni XVIII-wiecznej, cechuje się śpiewną melodyką i poprawną deklamacją tekstu, pomimo prostego akompaniamentu harmonicznego i niewielkich wartości muzycznych.